# Aida Mahmudova
Aida Mahmudova (Baku, 1982) é uma artista e apoiadora da arte contemporânea. Intimamente ligada ao regime dominante no  Azerbaijão, Mahmudova esteve envolvida na operação de vários museus de arte em Baku.

## Carreira
Em 2006, ela se formou na Faculdade de Arte e Design, da Central Saint Martin, em Londres, com um Bacharelado em Belas Artes. Em 2009, obteve um Bacharelado em Marketing de Moda pela American Intercontinental University.
Em 2011, fundou a YARAT, uma organização de arte contemporânea sem fins lucrativos com sede em Baku, no Azerbaijão. Ela trabalha na instalação, escultura e pintura para capturar esquinas e marginais esquecidas de seu país, rapidamente modernizado. Mamudova afirma que Yarat é independente do regime governante porque recebeu dinheiro para iniciar a organização de um banco, não da família dela.Desde 2012, Mahmudova é diretora do Museu de Arte Moderna de Baku.
Participou de exposições com outros artistas e suas obras foram exibidas internacionalmente. Em 2015, ela iniciou sua primeira exposição individual, "Passing By" , na Leila Heller Gallery, Estados Unidos.

## Estilo
Embora o Azerbaijão tenha um péssimo histórico de direitos humanos, Mahmudova tenta se distanciar de qualquer coisa que o governo faça ou da liberdade de expressão que nega. Ela afirma imparcialidade quanto ao conteúdo artístico: "Artistas podem expressar o que gostam. Eu não interfiro."

A mistura de cor é coesa em seus pincéis. É ousada e, no entanto, não sistemática ou formulada. Pode ser interpretada como lutando contra regras. Em "The neighbours" e "The Fountain", ela não se limita a usar uma textura espessa para se expressar. Ela usa tintas úmidas, de baixo contraste, pingando nas alturas das telas para expressar a sensação de mal-estar. Tanto obras de arte texturizadas como soltas sugeriam a mesma ideia, Aida não queria limitar suas pinturas para que a maioria de seus trabalhos não conseguisse encontrar um contorno claro de objetos. “A memória é o material do meu trabalho”.  Aida Mahmudova frequentemente realizava essa análise breve, mas muito precisa, de suas próprias obras de arte.”